# Dinodon orientale
Dinodon orientale là một loài rắn trong họ Rắn nước. Loài này được Hilgendorf mô tả khoa học đầu tiên năm 1880.